# مالیمبه تاج‌سرخ
مالیمبه تاج‌سرخ (نام علمی: Malimbus coronatus) نام یک گونه از سرده مالیمبه‌ها است.